# Interieur (Sybrand van Beest)
Interieur is een schilderij door de Noord-Nederlandse schilder Sybrand van Beest in het Centraal Museum in Utrecht.

## Voorstelling
Het stelt een interieur voor met een vrouw die huishoudelijk werk aan het doen is. Ze is een tafel aan het afruimen. Met beide handen houdt ze een tafellaken vast. Op de tafel staan nog een wijnglas (roemer), een bord met een stuk brood erop, een appel en een mes. Op de vloer liggen verschillende voorwerpen: een wijnfles, een schaar, een wasmand (?) en twee boeken. Een aantal van deze voorwerpen verwijst naar het Christendom: de appel naar de zondeval, brood en wijn naar het Heilig Avondmaal en de boeken naar de Bijbel. De voorstelling kan dus gezien worden als illustratie bij het devies ora et labora (Bid en werk).

## Toeschrijving en datering
Het schilderij is rechtsonder op een plankje gesigneerd en gedateerd ‘S. VBeest / 1671’.

## Herkomst
Het werk bevond zich vroeger in de verzameling van Paulina Petronella Johanna Odilia van Bijlevelt. Zij overleed in 1947 in Huize Alenvelt in Vleuten. Met haar stierf de oudste tak uit van afstammelingen van Willem Dircksz. van Bijlevelt, een Rooms-Katholiek brouwer, die leefde in Vleuten in de 17e eeuw. Na haar dood liet ze een aantal schilderijen, waaronder Boslandschap met ruiter, per legaat na aan het Centraal Museum in Utrecht.